# Theridion filum
Theridion filum là một loài nhện trong họ Theridiidae.
Loài này thuộc chi Theridion. Theridion filum được Herbert Walter Levi miêu tả năm 1963.